# Gomesa loefgrenii
Gomesa loefgrenii är en orkidéart som först beskrevs av Célestin Alfred Cogniaux, och fick sitt nu gällande namn av Mark W. Chase och Norris Hagan Williams. Gomesa loefgrenii ingår i släktet Gomesa och familjen orkidéer. Inga underarter finns listade i Catalogue of Life.

## Bildgalleri

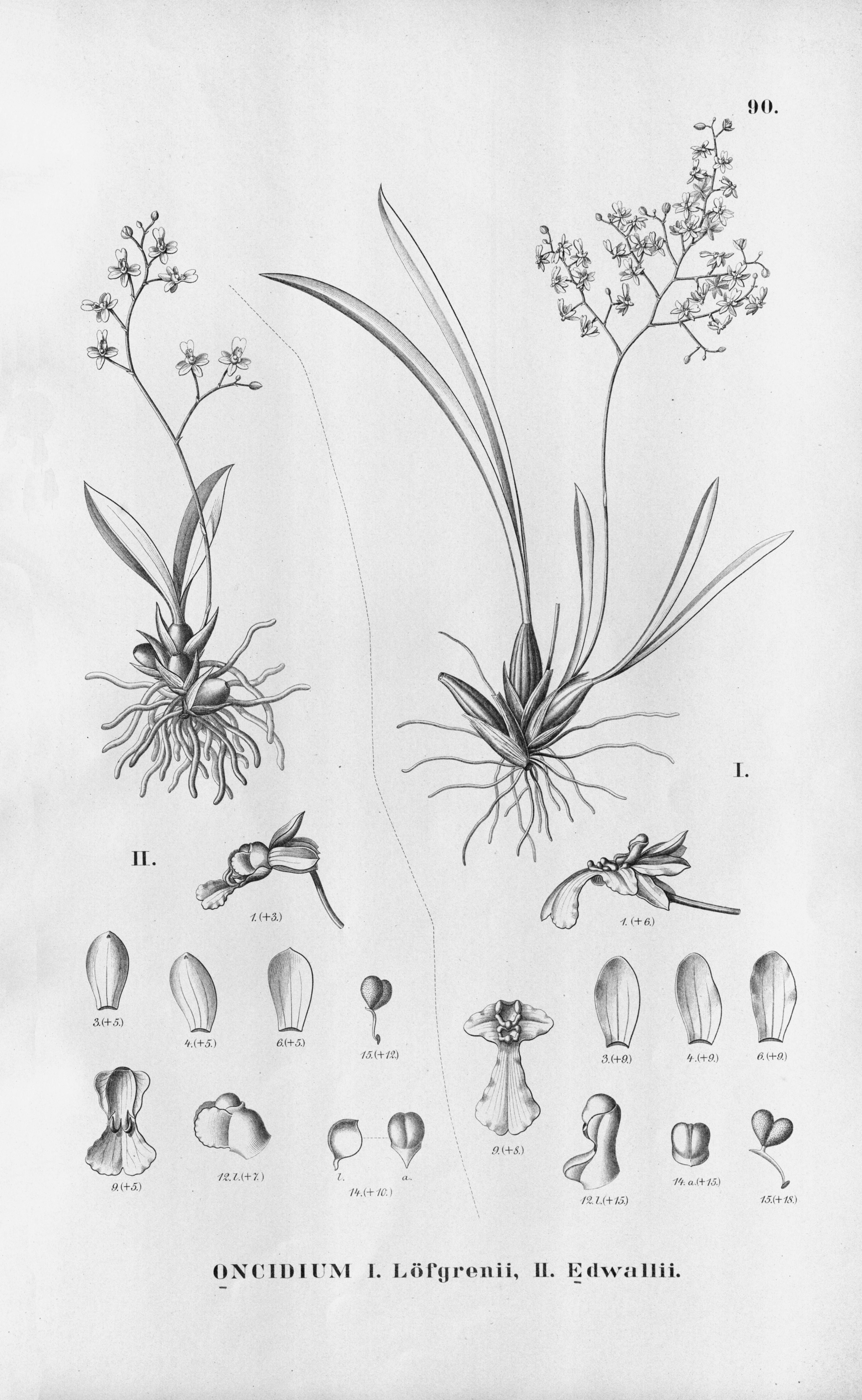